# Agitador (laboratorio)

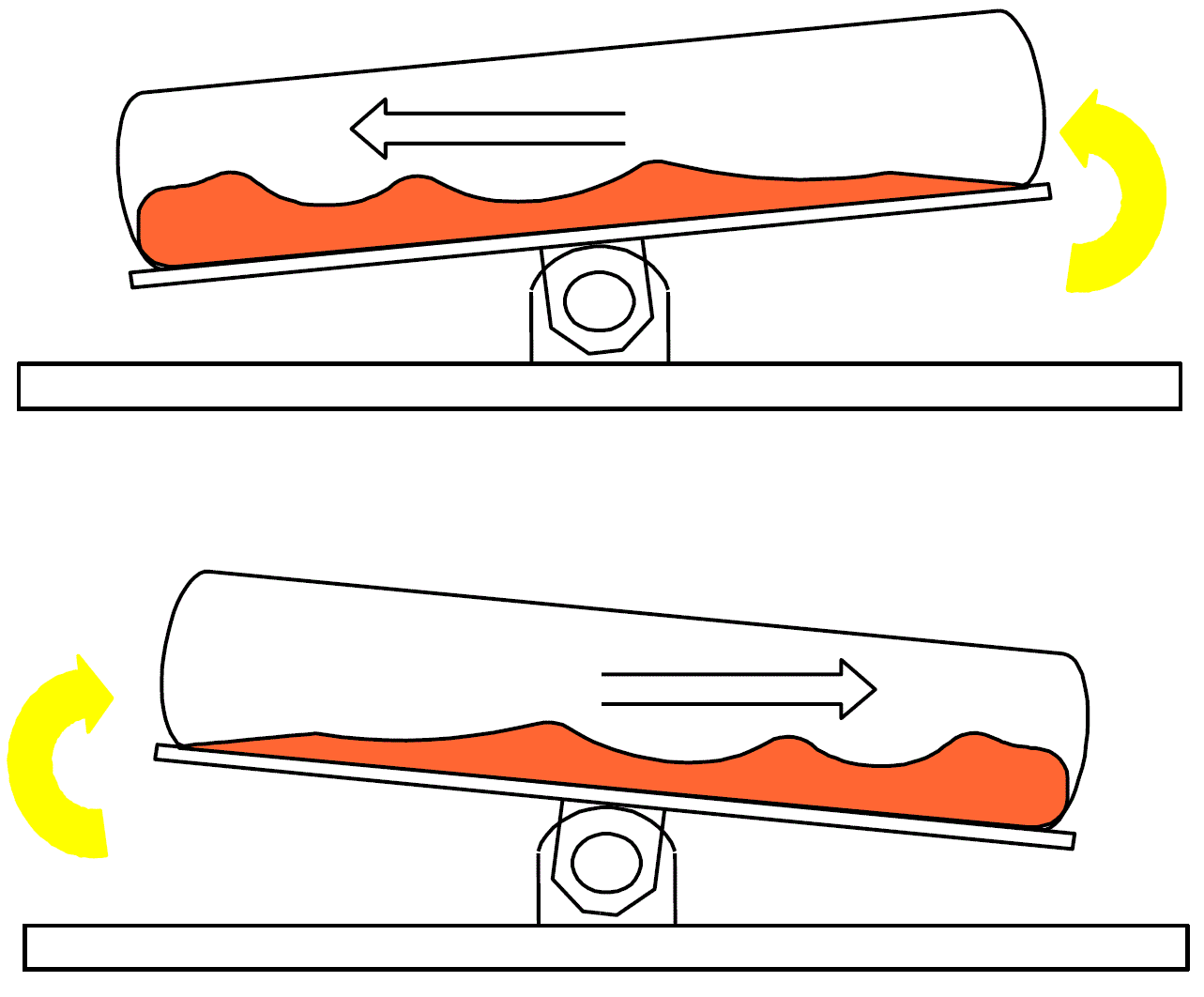
Esquema de un frasco con líquido colocado sobre un agitador dotado de movimiento de balanceo o de vaivén.

Un agitador, a veces llamado mezclador, es un dispositivo que se utiliza en los laboratorios de química y biología para mezclar líquidos o preparar disoluciones y suspensiones.
Un agitador típico tiene una placa o superficie que oscila horizontalmente, propulsado por un motor eléctrico. Los líquidos que van a ser agitados están contenidos en vasos, tubos o matraces Erlenmeyer que se colocan sobre la superficie vibrante o, a veces, en tubos de ensayo o viales que se insertan en los agujeros de la placa.

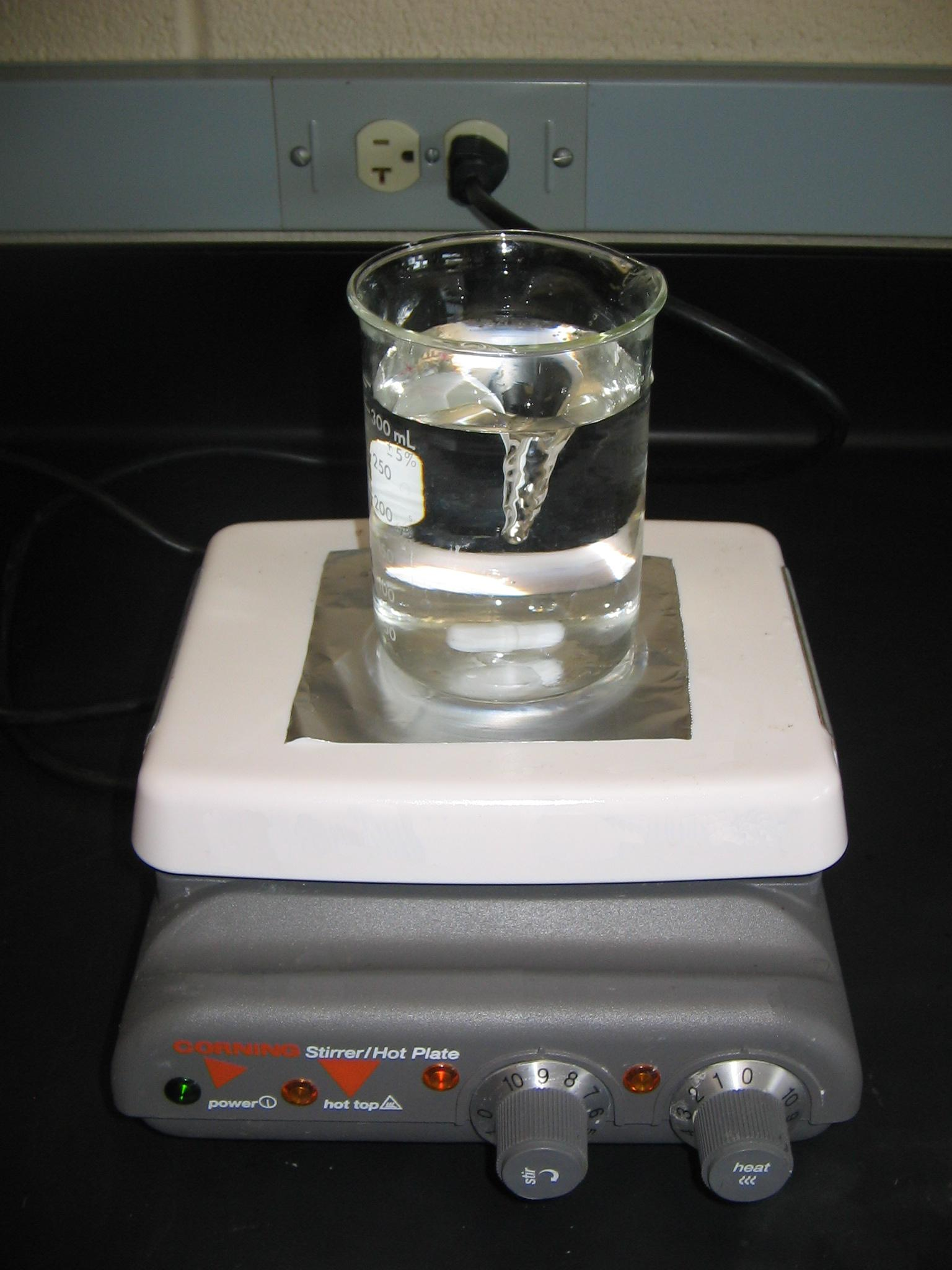
Agitador magnético en funcionamiento.

## Tipos
Los principales tipos de agitadores son los siguientes:

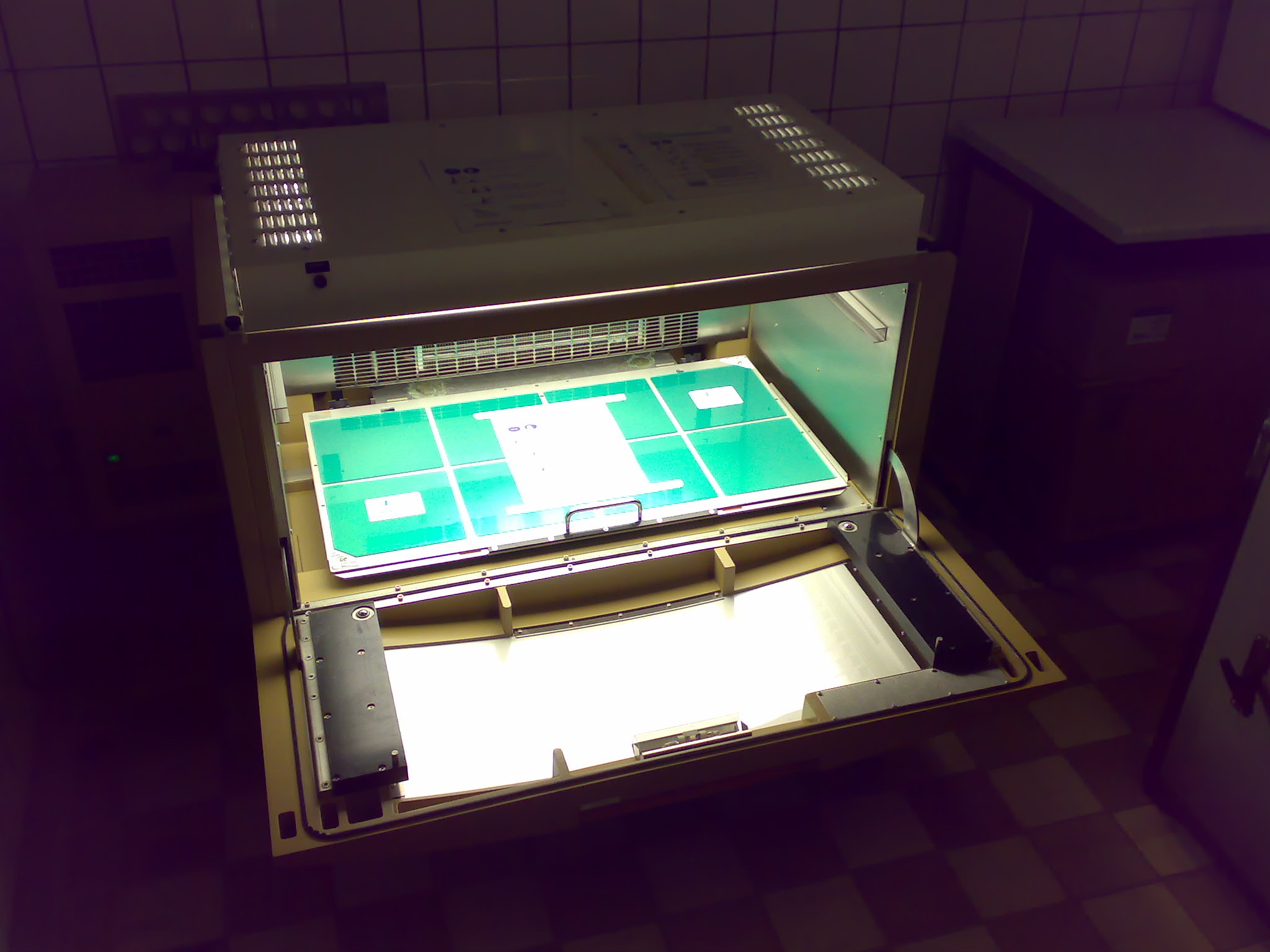
Un agitador termostatizado, con fotoiluminación y esterilización ultravioleta, empleado en operaciones de laboratorio de bioquímica

- Agitador magnético (con o sin calefactor): Es una placa metálica sobre la que se coloca un vaso de precipitados o recipiente de fondo plano que contiene el líquido o la disolución que debe ser agitada. En ella se introduce el imán del agitador, una pequeña barra imantada cubierta de plástico inerte. Un motor eléctrico bajo la placa produce fuerzas magnéticas que ponen en rotación el imán, provocando el movimiento circular del líquido. La velocidad de rotación puede ser controlada. En muchos casos existe un sistema de calefacción eléctrico para controlar la temperatura.

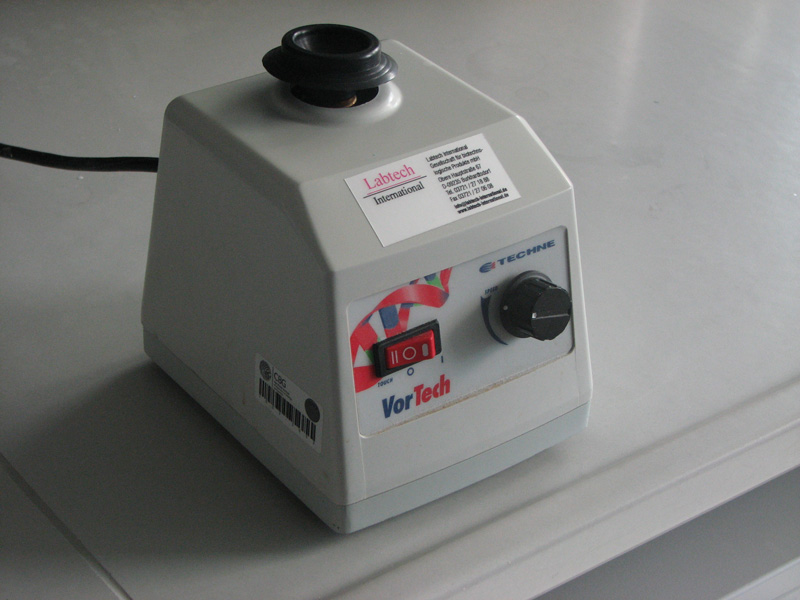
Mezclador de vórtice

- Agitador de bandeja: La bandeja posee un movimiento circular mediante un motor que lo controla. También pueden tener movimientos de balanceo o vibraciones. Se emplean para mover cultivos celulares. A veces tienen un control termostático adicional. El movimiento puede ser orbital o de balanceo.

- Agitador vortex o mezclador de vórtice: La superficie sobre la que se sitúa el recipiente que debe ser agitado es de caucho o goma, está colocada en una posición ligeramente excéntrica y al girar produce vórtices en el líquido.

- Agitador de noria: Los recipientes giran en un plano vertical, como una noria.[4]

- Agitador orbital: Son parecidos a los agitadores de bandeja. Una plataforma paralela a la superficie de la mesa está dotada con un movimiento orbital excéntrico.

- Agitador de rodillos: Una serie de rodillos muy juntos giran en un plano horizontal.Los tubos, convenientemente cerrados, se colocan sobre los rodillos y el líquido desliza sobre sus paredes. Usados en laboratorios de hematología, con muestras de sangre y anticoagulante.

- Agitador vertical: El eje de rotación es vertical. El extremo que se introduce en el recipiente con el líquido está terminado en paletas. Son parecidos a una batidora.

Los agitadores han sido sustituidos para muchos propósitos por agitadores magnéticos, pero todavía son utilizados de forma preferente en algunas situaciones.

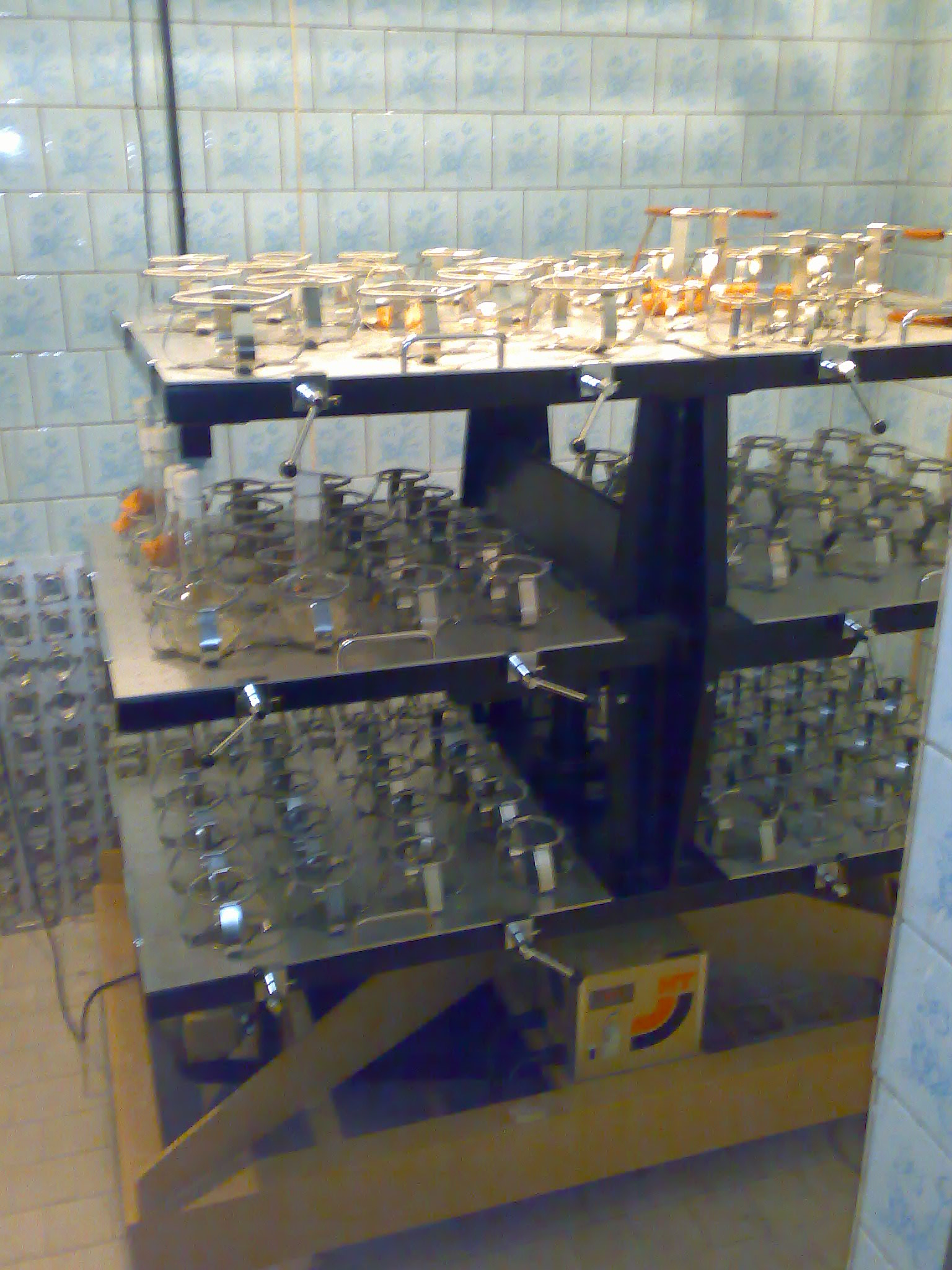
Agitador con múltiples bandejas donde colocar los recipientes.

## Véase también

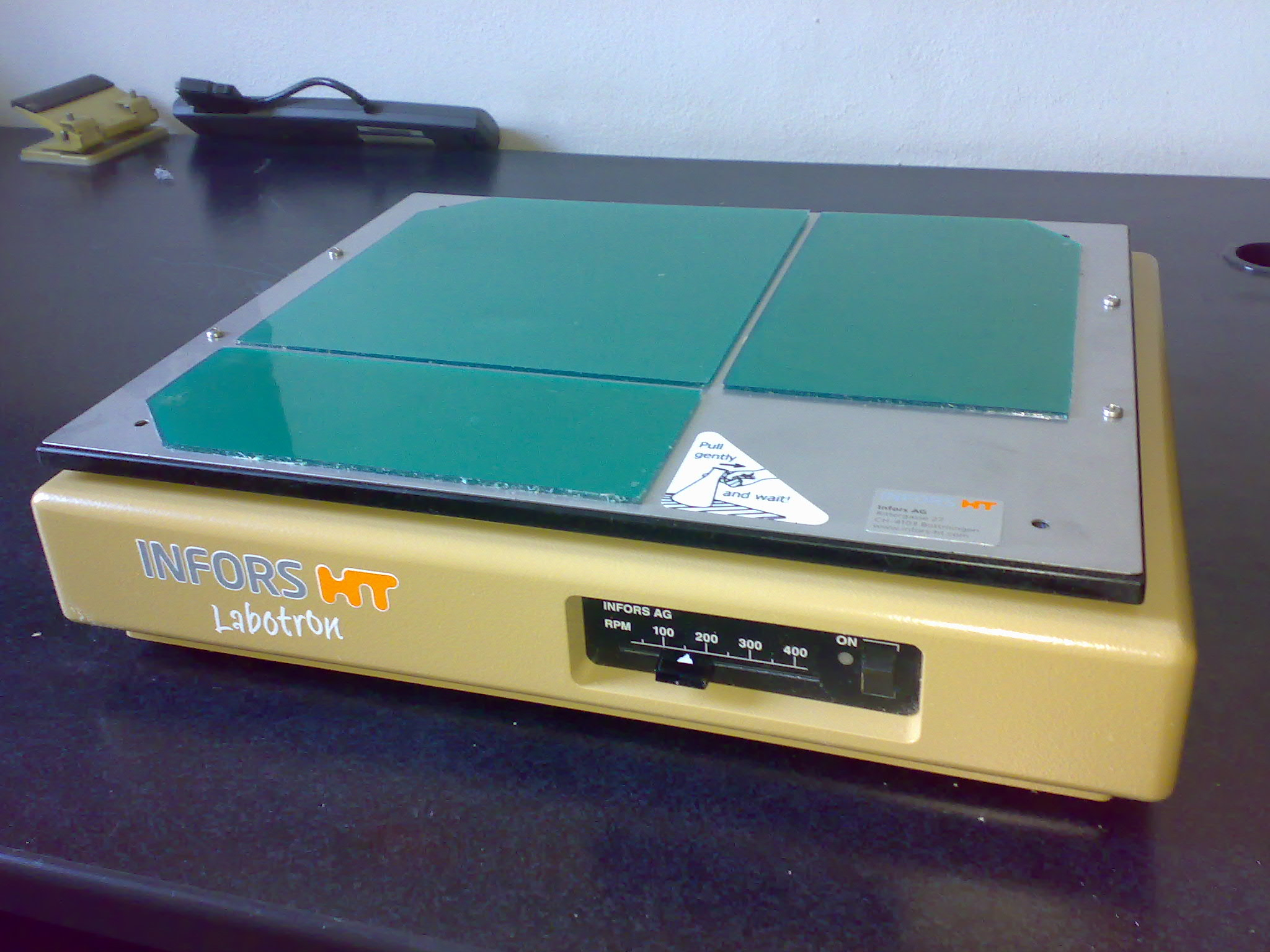
Agitador de bandeja